# To Vreede
Catharina Elisabeth (To, ook wel Tootje) Vreede (Terschelling, 4 januari 1916 − Amsterdam, 24 augustus 1995) was een Nederlands kunstschilder.

## Biografie en werk
Vreede was een leerling van Conrad Kickert te Parijs en van Stien Eelsingh te Zwolle en te Amsterdam. Ze schilderde landschappen, stillevens en portretten maar vooral kinderportretten. Ze was lid van de Amsterdamse Kunstenaarsvereniging De Onafhankelijken. Zij exposeerde in 1944 met deze vereniging in het Stedelijk museum Amsterdam met een bloemstilleven, en in 1950 in Museum Fodor.
Zij exposeerde verder in 1959 in het pand Lijnbaansgracht 280 te Amsterdam, waar destijds Kunstzaal De Krulle gevestigd was. In 1996 exposeerde zij bij Galerie Espace in Amsterdam.
Ze overleed in 1995 op 79-jarige leeftijd. Zij werd begraven op de Oosterbegraafplaats in Amsterdam.

## Privé
Vreede was een telg uit het geslacht Vreede en werd geboren als dochter van hoofdinspecteur der belastingen Carel Wilhelm Vreede (1887-1966) en Henriëtte Johanna Ladenius (1889-1964). Zij trouwde in 1943 met kunstschilder en etser Dan Bekking (1906-1973), van wie zij in 1961 scheidde. 